# Möhrenberg
Möhrenberg ist ein Gemeindeteil der Stadt Treuchtlingen im Landkreis Weißenburg-Gunzenhausen (Mittelfranken, Bayern). Möhrenberg liegt in der Gemarkung Treuchtlingen.

## Lage
Die Einöde liegt circa zwei Kilometer südsüdwestlich von Treuchtlingen und südöstlich von Eulenhof auf dem Möhrenberg. Zu erreichen ist der Ort von Treuchtlingen aus über die Eulenhofer Straße, von der aus nach circa 1,2 Kilometer eine Abzweigung zu dem Ort erfolgt.

## Ortsnamendeutung
Der Ortsname bedeutet „zu dem Berg über (dem Bach) Möhren bzw. Mern“.

## Geschichte
Die erste urkundliche Erwähnung stammt von 1281; am 6. Dezember gab Graf Friedrich von Truhendingen dem Kloster Solnhofen bzw. dem Kloster Fulda einen Hof in „Mernberge“ zu Lehen. 1286 ist auch das Kloster Wülzburg in „Merenperch“ begütert; Abt Bertholdus tauschte mit Ulrich von Mittelburch ein Gut ein.  1340 erwarben Ulrich und Wirich von Treuchtlingen von Marschall Rudolf von Pappenheim als lediges Eigen einen Hof zu „Mernberg“. Diesen Besitz erwarb 1346 der Burgherr von Möhren, Burkard von Seckendorff-Jochsberg. Im 14. Jahrhundert wird zwischen einem alten und neuen bzw. niederen und oberen Hof unterschieden. 1453 kaufte die Herrschaft Pappenheim mit dem Oberen Schloss von Treuchtlingen auch „Merenberg“. 1596 wird berichtet, dass 1 Hof an das Amt Treuchtlingen zinste. 1667 ist von zwei Untertanen, also zwei Halbhöfen die Rede, die hochgerichtlich zum Fraischamt Treuchtlingen und abgabenmäßig zum Verwalteramt Treuchtlingen gehören. Auch 1732 wird von einer „doppelten Mannschaft“ des „Möhrenbergshoffs“ gesprochen. Der Zehnt ging nach dem gleichen Beleg an das Augustinerstift Rebdorf. An diesen Besitzverhältnissen änderte sich bis zum Ende des Heiligen Römischen Reiches nichts. Kirchlich gehörte Möhrenberg zum evangelischen Pfarrsprengel Treuchtlingen.
Im Königreich Bayern wurde der Möhrenberg 1808 Teil des Steuerdistrikts Treuchtlingen, der sich 1810 zur Munizipalgemeinde wandelte.
1824 wohnten in den zwei Anwesen 17, 1861 in fünf Gebäuden 15, 1950 11, 1961 in zwei Wohngebäuden 10 und 1987 6 Personen.
1984 wird erwähnt, dass Möhrenberg aus einem landwirtschaftlichen Vollerwerbs- und einem Nebenerwerbsbetrieb besteht.